# قائمة المناطق المحمية في الصومال

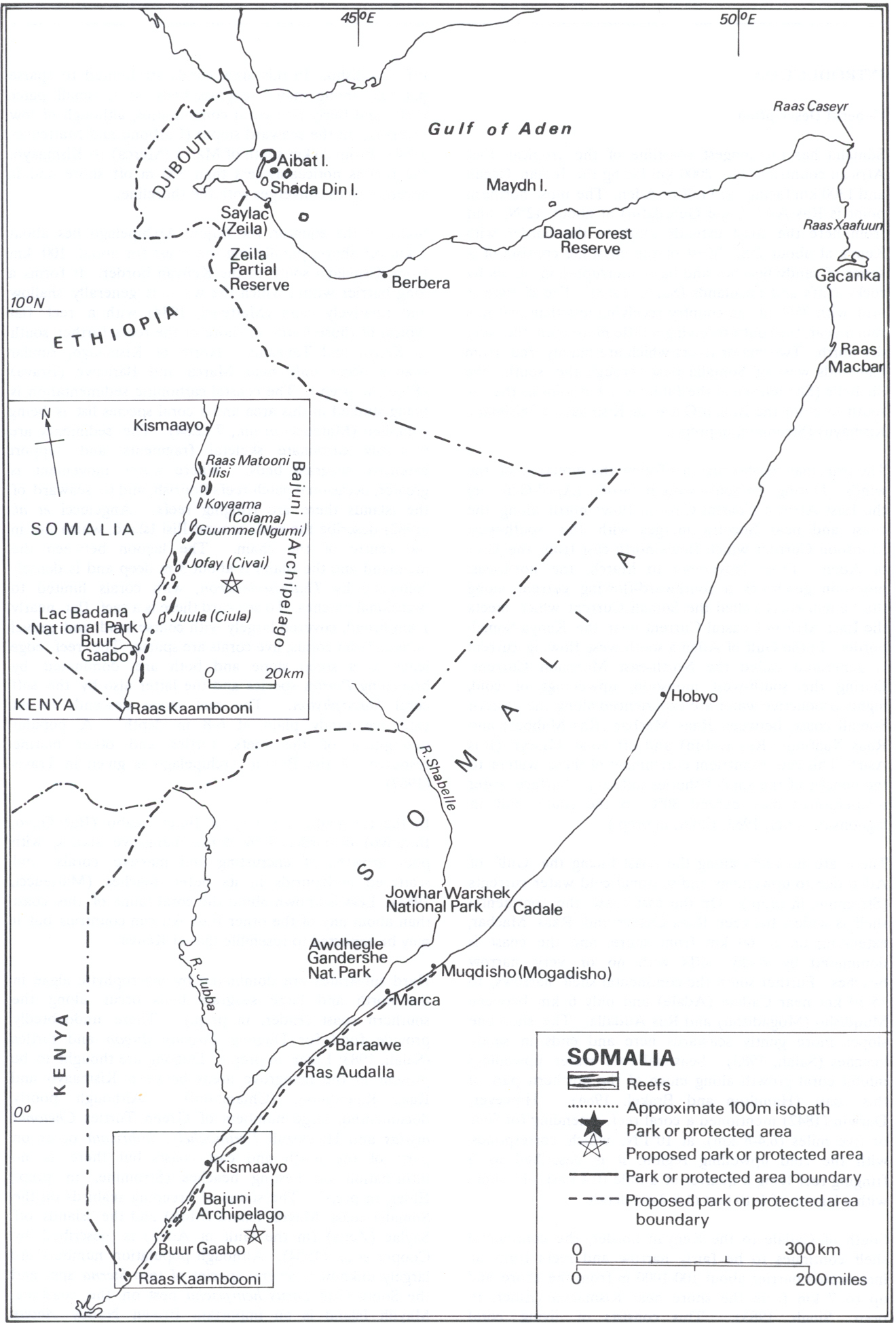
خريطة توضح المنتزهات البيئية والشعاب المرجانية والمناطق المحمية في الصومال

هذه قائمة بالمناطق المحمية الموجودة في الصومال، وتشمل الحدائق والمتنزهات الوطنية ومحميات الحياة البرية، على الرغم من أن حدود المناطق المحمية في الصومال لم تُعلن ولم تحظى بحماية أو إدارة رسمية تُذكر منذ انهيار الحكومة المركزية في الصومال عام 1991.

## قائمة المتنزهات الوطنية
- منتزه أرباويرو الوطني
- منتزه باراكو مادو الوطني
- منتزه بولوبورتو الوطني
- متنزه لاغ بادانا الوطني
- متنزه جبل دالو الوطني
- منتزه جعان لبه الوطني
- منتزه هوبيو الوطني
- منتزه لسعنود الوطني
- منتزه رأس هافون الوطني
- منتزه شونتو الوطني
- منتزه تاله-الشبيت الوطني
- منتزه زايلا الوطني
- منتزه جلب الوطني
- منتزه كيسمايو الوطني
- منتزه بوشبوشلي الوطني

## قائمة محميات الحياة البرية
- محمية أودهيجلي-جي للحياة البرية
- محمية مستنقعات بوجا للحياة البرية
- محمية داندول للحياة البرية
- محمية إيجي أوبالي للحياة البرية
- محمية فار وامو للحياة البرية
- محمية هاراديري للحياة البرية
- محمية جوهر للحياة البرية
- محمية لاك بادانا للحياة البرية
- محمية لاك دير للحياة البرية